# The Witcher Adventure Game
The Witcher Adventure Game est un jeu polonais se situant dans l'univers du Sorceleur. Sa version jeu de société, développée par CD Projekt et Fantasy Flight Games, et sa version jeu vidéo, par CD Projekt et Can Explode Games, sortent tous les deux fin novembre 2014.

## Description
The Witcher Adventure Game est un jeu de société autour de l'univers de la saga littéraire Sorceleur. Sa version vidéoludique peut être jouée contre l'ordinateur ou bien en multijoueur, en local ou en ligne.

## Galerie

Sortie en Pologne Wiedźmin Gra Przygodowa
Sortie à l'international The Witcher Adventure Game